# Cruz de Portugal
A Cruz de Portugal é um monumento existente na cidade de Silves, distrito de Faro, Portugal, classificado como Monumento Nacional desde 1910. 
Este nome também é utilizado para referenciar a Cruz da Ordem de Cristo.[carece de fontes?]

## Descrição
Mede atualmente cerca de 3 metros de altura e o seu aspeto revela traços supostamente do estilo gótico florido e do estilo manuelino, num minucioso trabalho de decoração. É feita em calcário branco-amarelado, pouco resistente e muito poroso, e possui grandes traços de erosão. Encontramos numa das faces um Cristo crucificado e na outra um Cristo descido da Cruz e nos braços de sua mãe, ou seja, uma pietá. Encontra-se ladeada por uma construção feita de pedra e grades e com um alpendre que a protege, até um certo ponto, de vandalismo e de um clima menos próprio, feito em 1943 e depois refeito em 1953.

## História e hipóteses
Situada atualmente em Silves, na estrada N124, na direcção a-São Bartolomeu de Messines, a Cruz de Portugal já se encontrou em vários outros locais dentro da cidade, como perto da Sé Catedral, no terreiro da Câmara, por volta de 1940. Em 1957 regressa para o local acima descrito, onde já havia estado antes. Sabe-se que em 1824, o município lhe dera a base de pedra calcária que ainda tem hoje dia e que o cruzeiro teria pelo menos o dobro da altura que hoje tem, destacando-se das casas e tendo sido um ponto de referência da cidade
Pouco se sabe ao certo, ainda, sobre as origens deste cruzeiro. Segundo o relatório de análise técnica e geológica feito pelo Laboratório Nacional de Engenharia Civil a pedido da Direção Geral dos Edifícios e Monumentos Nacionais, o cruzeiro deverá remontar ao século XV e, de acordo com o estilo gótico flamejante usado, talvez ao último quartel desse século. O facto de ser de um tipo de calcário não existente na região do Algarve, leva a crer que a cruz não tenha sido ali feita, e por isso, importada de outra região. O próprio nome do cruzeiro Cruz de Portugal leva alguns a pensar que poderá ter sido encomendada por portugueses e/ou para Portugal. Depois, os próprios elementos figurativos ali contidos não são muito recorrentes em Portugal, como a existência de uma Nossa Senhora da Piedade (pietá). O próprio estilo de gótico também não é recorrente neste país.
Devido à data de feitura da Cruz e aos elementos arquitectónicos e decorativos nela contidos, como a pietá e um Cristo crucificado, uma das hipóteses mais prováveis é que a Cruz de Portugal tenha sido doada à cidade por ocasião da visita de D. Manuel I em 1499, como agradecimento deste monarca pelo acolhimento na Sé Catedral dos restos mortais do rei D. João II, falecido em Alvor poucos anos antes, ali sepultado e trasladado para o Mosteiro da Batalha, onde ainda hoje se encontra. De facto, a existência daqueles elementos escultóricos, sugerem normalmente a morte e o acto piedoso de sepultar os mortos.
Na obra Portugal Antigo e Moderno, o autor Pinho Leal refere que os ingleses haviam querido levar a Cruz de Portugal consigo devido à sua beleza e valor artístico mas a população opôs-se vigorosamente pois sempre lhe haviam atribuído um grande significado religioso. Com efeito era costume ver-se pessoas ajoelhadas diante da Cruz invocando a graça divina, e durante a altura da sexta-feira santa, rezariam em volta da mesma. A banda filarmónica silvense fazia, não raras vezes, concertos junto à própria Cruz de Portugal.
A Urbanização Cruz de Portugal, em Silves, tem este nome devido justamente à existência próxima daquele monumento.